# 이원재 (1958년)
이원재(1958년 8월 16일 ~ )는 대한민국의 배우이다.

## 생애
1981년 연극배우로 첫 데뷔를 하였고 1982년 조형기, 정성모, 박찬환, 이동신, 맹상훈과 같은 MBC 공채 15기로 브라운관에 데뷔하였다.

## 출연작

### 드라마
- 1983년 《인간의 문》 (MBC) - 빨치산 역
- 1983년 《3840 유격대》 (MBC)
- 1985년 《그해의 삽화》 (MBC) - 종대삼촌 역
- 1985년 《임진왜란》 (MBC) - 윤선 역
- 1987년 《갈 수 없는 나라》 (MBC)
- 1988년 《대검자》 (MBC) - 족제비 역
- 1989년 《대도전》 (MBC)
- 1989년 《제2공화국》 (MBC) - 강상욱 역
- 1990년 《내 친구 천사》 (MBC)
- 1990년 《각시방에 사랑 열렸네》 (MBC)
- 1990년 《똠방각하》 (MBC)
- 1990년 《대원군》 (MBC) - 이재면 역
- 1991년 《여명의 눈동자》 (MBC)
- 1992년 《내일은 사랑》 (KBS)
- 1992년 《아들과 딸》 (MBC) - 출판사 사장역(이후남 직장)
- 1993년 《열정시대》(SBS)
- 1993년 《제3공화국》 (MBC) - 석정선 역
- 1995년 《옥이 이모》 (SBS) - 성 주사 역
- 1997년 《그대 그리고 나》 (MBC) - 이 사장 역
- 1997년 《시트콤 남자 셋 여자 셋》 (MBC)
- 1998년 《전원일기》 (MBC) - 845회 사료 공급 업자 역
- 1999년 《부부클리닉 사랑과 전쟁》 (KBS)
- 2000년 《시트콤 논스톱》 (MBC)
- 2000년 《시트콤 세 친구》 (MBC)
- 2001년 《결혼의 법칙》 (MBC)
- 2003년 《러브레터》 (MBC)
- 2003년 《죽도록 사랑해》 (MBC)
- 2004년 《불멸의 이순신》 - 심유경 역 (KBS)
- 2005년 《그린 로즈》 (SBS)
- 2005년 《제5공화국》 - 김상현 역 (MBC)
- 2005년 《여왕의 조건》 (SBS) - 박용남 역
- 2005년 《현장기록 형사》 (MBC)
- 2006년 《주몽》 (MBC) - 생갓도치 역
- 2008년 《일지매》 (SBS)
- 2008년 《압록강은 흐른다》 (SBS) - 무던 부 역
- 2008년 《에덴의 동쪽》 (MBC) - 천경태 역
- 2009년 《아내가 돌아왔다》 (SBS)
- 2010년~2011년 《괜찮아, 아빠딸》 (SBS) - 박권 역
- 2012년 《무신》 (MBC)
- 2012년 《대풍수》 (SBS)
- 2013년 《내 연애의 모든 것》 (SBS)
- 2013년 《황금의 제국》 (SBS)
- 2014년 《끝없는 사랑》 (SBS) - 양산박 역
- 2015년 《어셈블리》 (KBS) - 강상호 역
- 2016년 《몬스터》 (MBC)
- 2017년 《Kim's Convenience》 (CBC) - 시즌2 에피소드7 토니 양 역
- 2019년 《해치》 (SBS) - 김창집 역
- 2020년 《엄마가 바람났다》 (SBS) - 강태수 역

### 영화
- 1986년 《금달래》
- 1999년 《A+삶》
- 2003년 《국화꽃 향기》
- 2007년 《식객》
- 2007년 《용의주도 미스 신》
- 2008년 《기다리다 미쳐》
- 2008년 《트럭》
- 2008년 《1724 기방난동사건》
- 2008년 《4요일》